# 福山そごう
福山そごう（ふくやまそごう）は、広島県福山市西町に存在した百貨店「そごう」の店舗、および同店舗の運営会社の名称。当時中四国地方で最大規模の百貨店として1992年（平成4年）4月29日に開業。尾道市では直営の支店である尾道そごう駅前ショップも運営していた。しかし、過大な初期投資とバブル崩壊により一度も黒字化することがなく、そごう破綻に伴う処理により、僅か8年8か月で閉店。運営会社も経営破綻した。
福山市には西町の福山そごうとは別に伏見町に2店舗目となる伏見町そごうの計画もあった。本頁では伏見町そごうを含めた伏見町再開発計画についても説明する。

## 福山そごう

### 背景
福山市は人口37万人（当時）の備後経済圏の中心都市であり周辺地域を合わせると「100万人経済圏」と言われた。福山駅は1日で4万人の利用があり、地域拠点都市であった。ただし、百貨店については福山駅前に位置する天満屋福山店（売場面積 2万7222平方メートル、地上9階・地下1階）のみであり、地方中核都市では珍しい百貨店一店状態が続き、百貨店の無風地帯と言われていた。1965年の日本鋼管福山製鉄所の誘致をきっかけに福山市の工業化は進んだものの、商業の活性化は立ち遅れていた。背景には、地元商店街の結束が強く、大規模店舗の進出計画が明らかにされるたびに反対運動を展開し、それを阻んできた歴史があった。結果、福山駅前の商業化は大きく立ち遅れ、福山駅周辺は老朽化した個人商店や飲食店などの雑居ビルが立ち並んだ状態となり、それら地域の再開発は長年の懸念事項になっていた。

### 出店計画

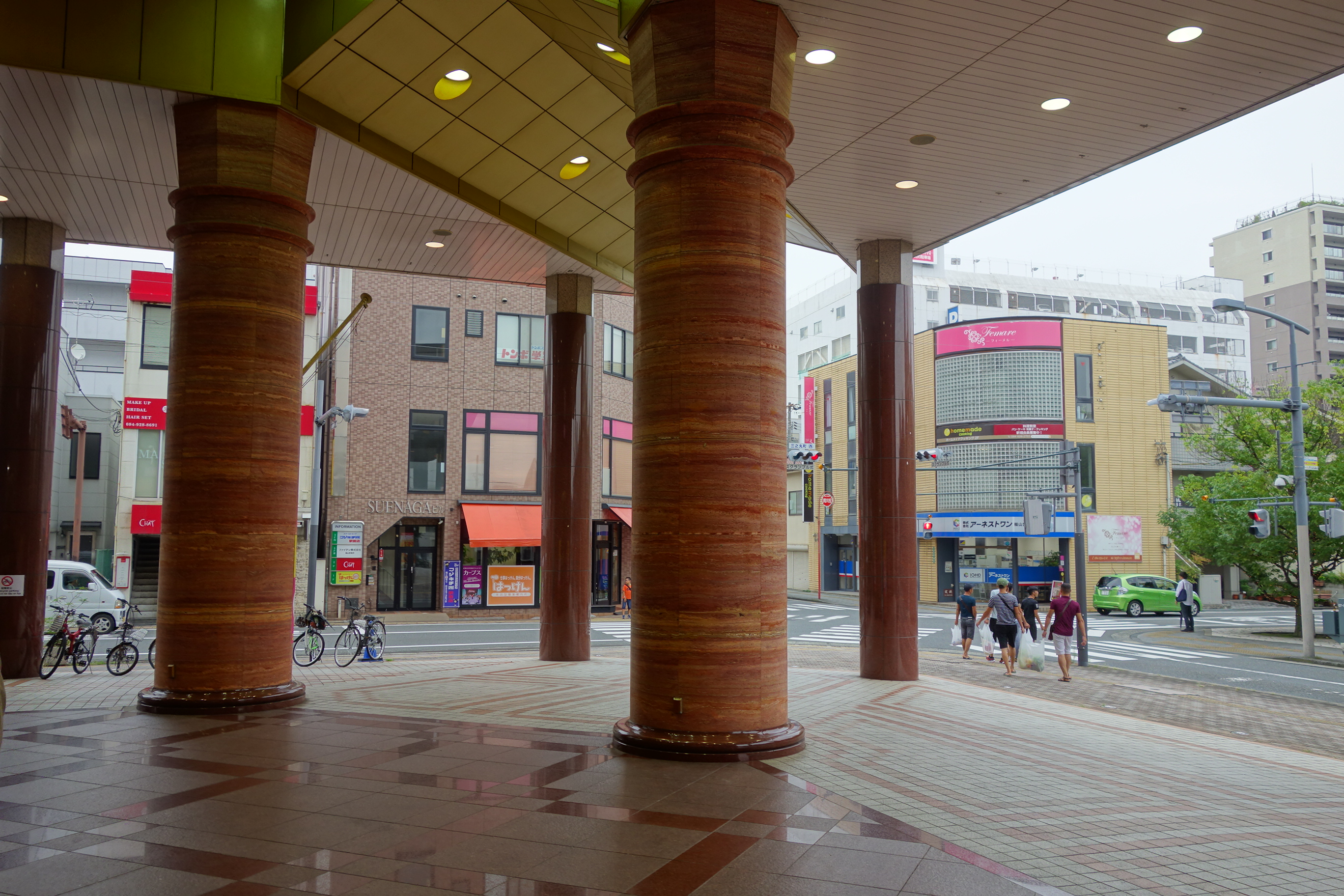
豪華なエントランス（閉店後の2019年撮影）

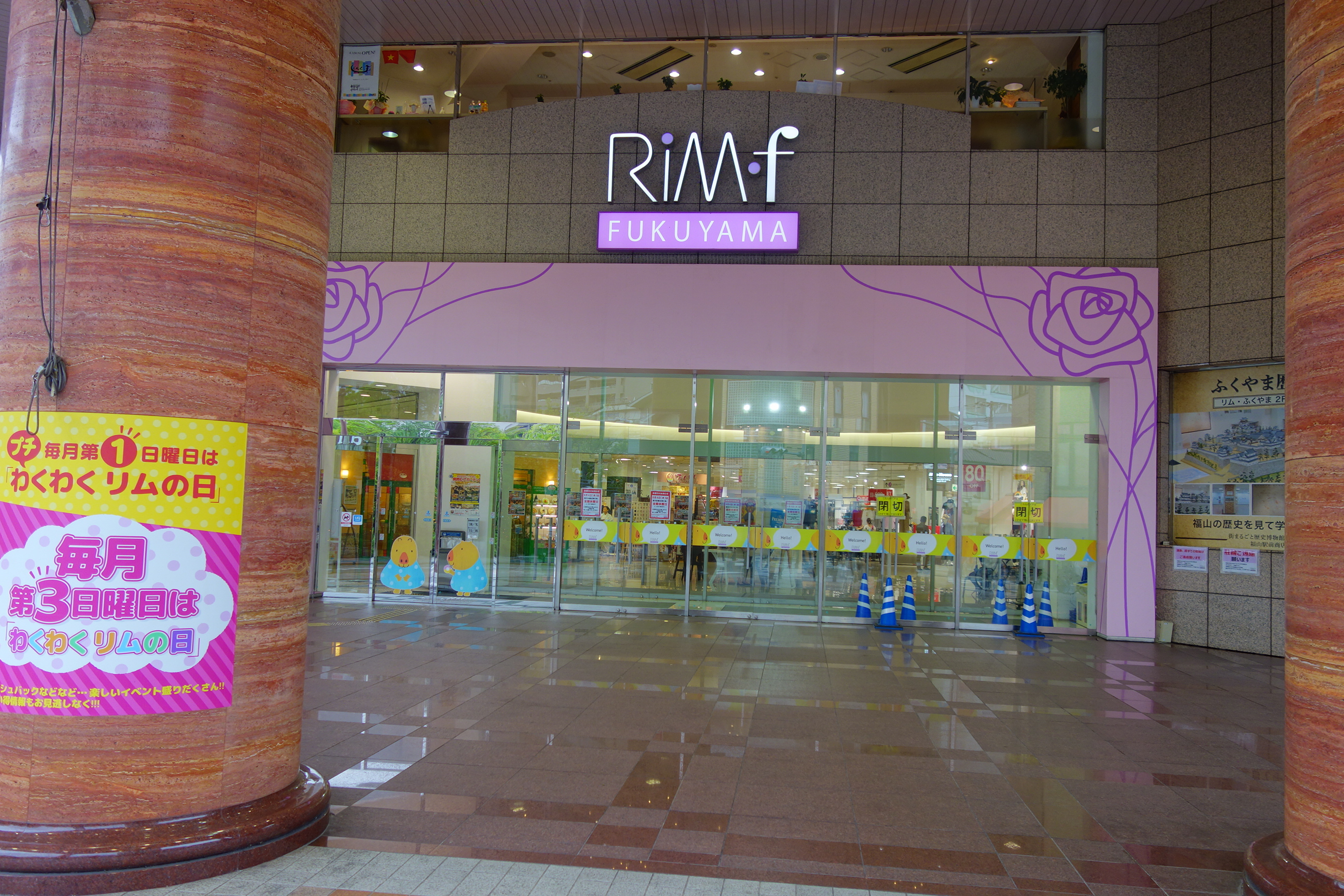
玄関（2019年）既にRiM-fに変わった後の撮影

そごうの出店は、福山商工会議所の誘致活動と「100万人経済圏」を意識した「そごう」の思惑が一致した結果、計画が具現化していった。敷地は元々、山陽染工の工場があった場所で、敷地1万1400平方メートルの遊休地であった。1989年、「そごう」は福山商工会議所の商業活動調整協議会へ大規模小売店舗法三条申諸（いわゆる出店届）を提出。福山商工会議所は、事前調整により店舗総面積3万4400平方メートル（当時の計画）に対し、うち10％は常設売場とせず催し場会場とする条件を付与してこれを承認した。続いて大規模小売店舗法五条届けが提出され、これも商業活動調整協議会により審議が行われ、全体計画が正式に確定した。1988年9月3日、株式会社「福山そごう」が資本金1億円で設立され、初代社長として水島廣雄が就任する。1990年当時の計画では、地下2階、地上8階建て（延べ6万4000平方メートル）の駐車場付きビルを建設する予定であった（後に9階建てに変更）。地元商店街は、死活問題だとして誘致反対運動を行ったが、「そごう」が地元商店街への対策事業を行うことで運動は鎮静化した。一方、天満屋は「そごう」の出店を意識して、1990年3月に福山に2店舗目となる都市型店舗の出店届を提出した。

### 開店
1992年 (平成4年) 4月29日に株式会社福山そごうが運営する「福山そごう」として開業。土地は山陽染工の所有のまま「福山そごう」が建物を建築する形でオープンした。地上9階・地下2階の店舗面積は3万4400平方メートル。そごうグループ32番目の店舗であり、売り場面積はグループ第4位の面積であった。1994年 (平成6年) に広島そごう新館が開店して増床されるまでは、中国・四国地方で最大規模の百貨店であり、売り場面積は天満屋福山店の1.5倍の規模だった。
売り場のコンセプトは「夢発信、素敵が集うミュージアム」と定められ、高級ブランドの舶来ブティック街が設けられた他、これまでグループ各店にはなかった「ミュージアム仕様」で建設された。建物外観には大理石が多用され、「光のオブジェ」や「せせらぎ公園」といった意匠が店舗の内外に設けられた。地下1階から2階までは巨大な吹き抜けが設けられた。オープン時の有名海外ブランドの取り扱いは16ブランドであった。書籍、音響、かばん、文具を地下2階、子供用品、玩具を4階に分離して配置したことも特色であった。書店の在庫書籍は30万冊であった。8階には3000平方メートルのレストラン街がおかれ、11店舗の飲食店が入居した。地下1階の生鮮食料品売り場は、5500平方メートルの面積があり、周辺のスーパーなどを含めても最も広い面積であった。4月中旬からは屋上の全天候型ビアガーデン（700席）が営業した。他のそごう店舗同様に建物正面玄関の上方には、大型のセイコー製のからくり時計（世界の人形時計）が設置されていた（外部リンクに動作時の動画が提示してある）。建設費を含めた初期投資金額は400-450億円にもなった。
販売方針は地域密着型の商品政策が採用され、衣料品や装飾品はファッション関係は値ごろ価格帯よりワンランク上の商品が揃えられた。福山市を中心とする半径15キロメートルエリアの5市4町（68万6000人、2万1500百世帯）を第1次商圏に設定し、顧客層としては人口割合で最も高くかつ個人消費意欲も高い35-50歳をターゲットにしつつ、50歳以上のシルバー層も視野に入れた販売方針とされた。開店時の店長は、「福山そごう」の常務である小林孝が就任した。定休日は火曜日に設定された。
駅前からそごうまでの300メートルには無料送迎バスが運行され、朝10時から夜7時まで10分間隔で中型バスを走らせた。1日1000人がバスを利用したが、年間1200万円の費用がかかる上に、そごうで買い物をしない人の利用も目立った。駐車場は館内及び周辺に合計1800台が用意された（出典によっては3000台とも）。館内には、建物北側にあるループで車を導き、3-6階および屋上に289台の駐車場を設けた。第2駐車場として本館西側に鉄骨7階建ての自走式立体駐車場が建てられ（敷地面積1,447.10㎡、延べ床面積6,781.20㎡）、ここに293台を駐車出来た。更に第3駐車場として鉄骨8階建ての自走式立体駐車場を本館南東側に設け（敷地面積2,665.78㎡、延べ床面積15,866.08㎡）、ここに636台を駐車出来た。

### ギャラリー

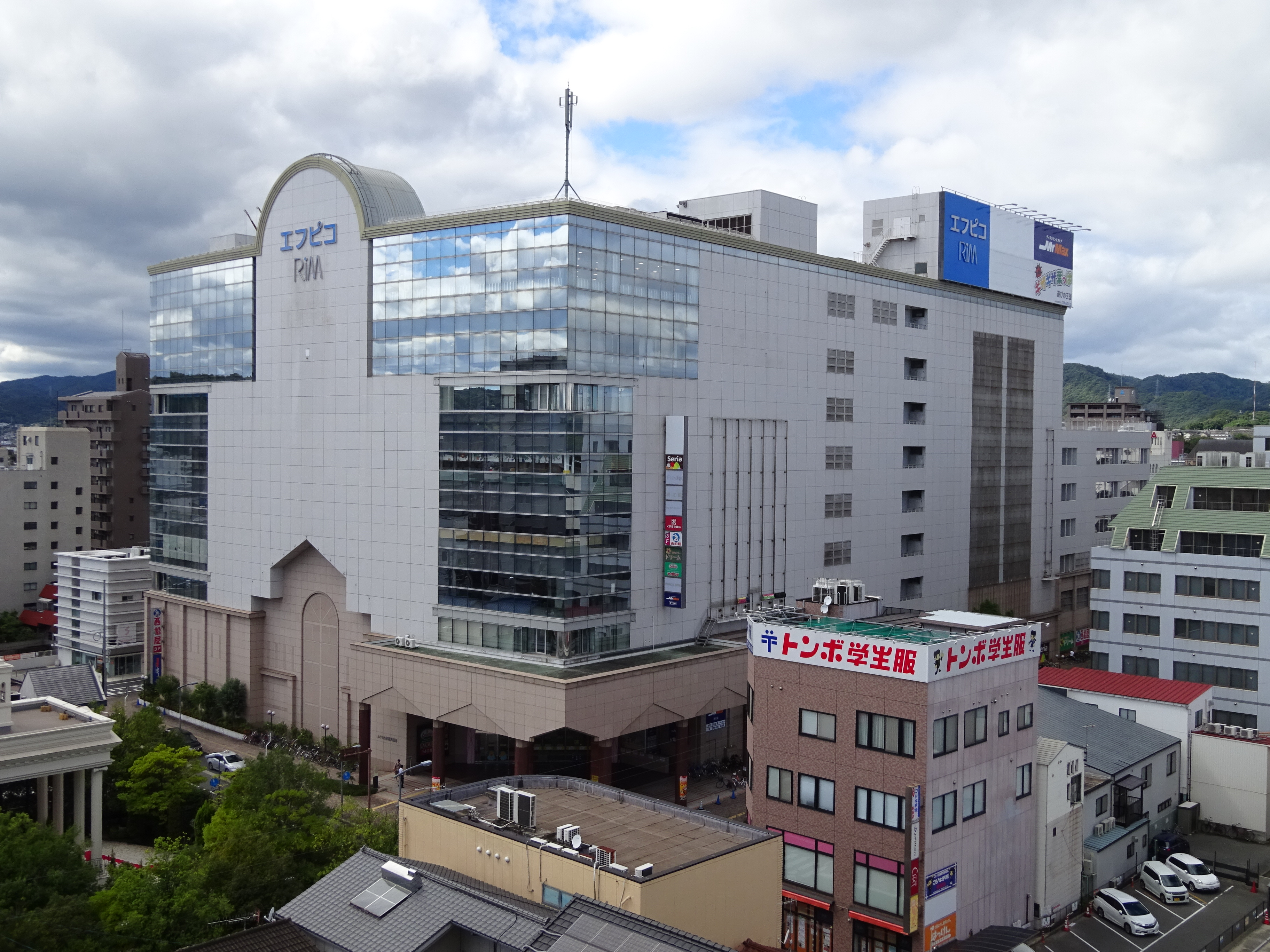
外観 (別アングルから)
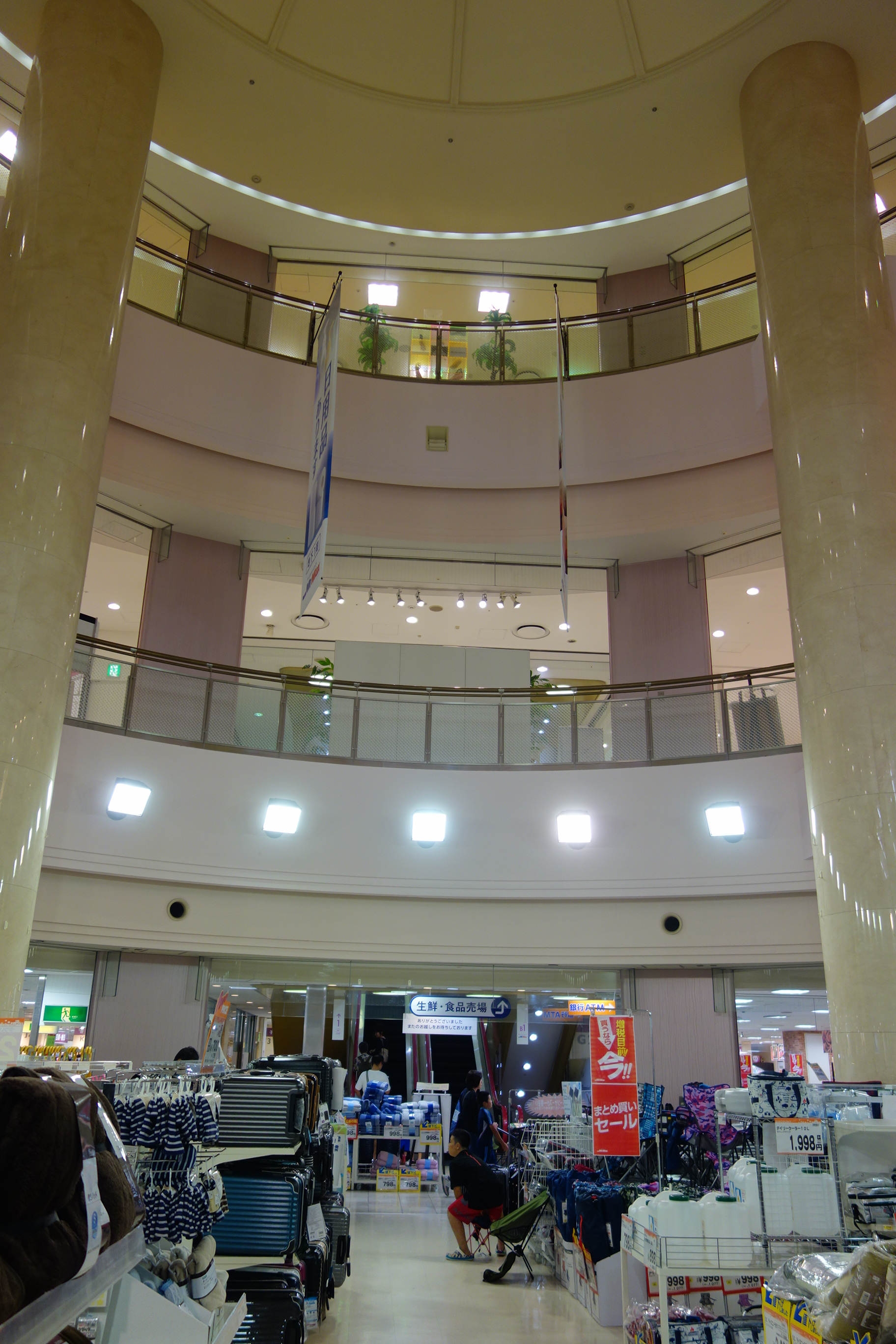
吹き抜け
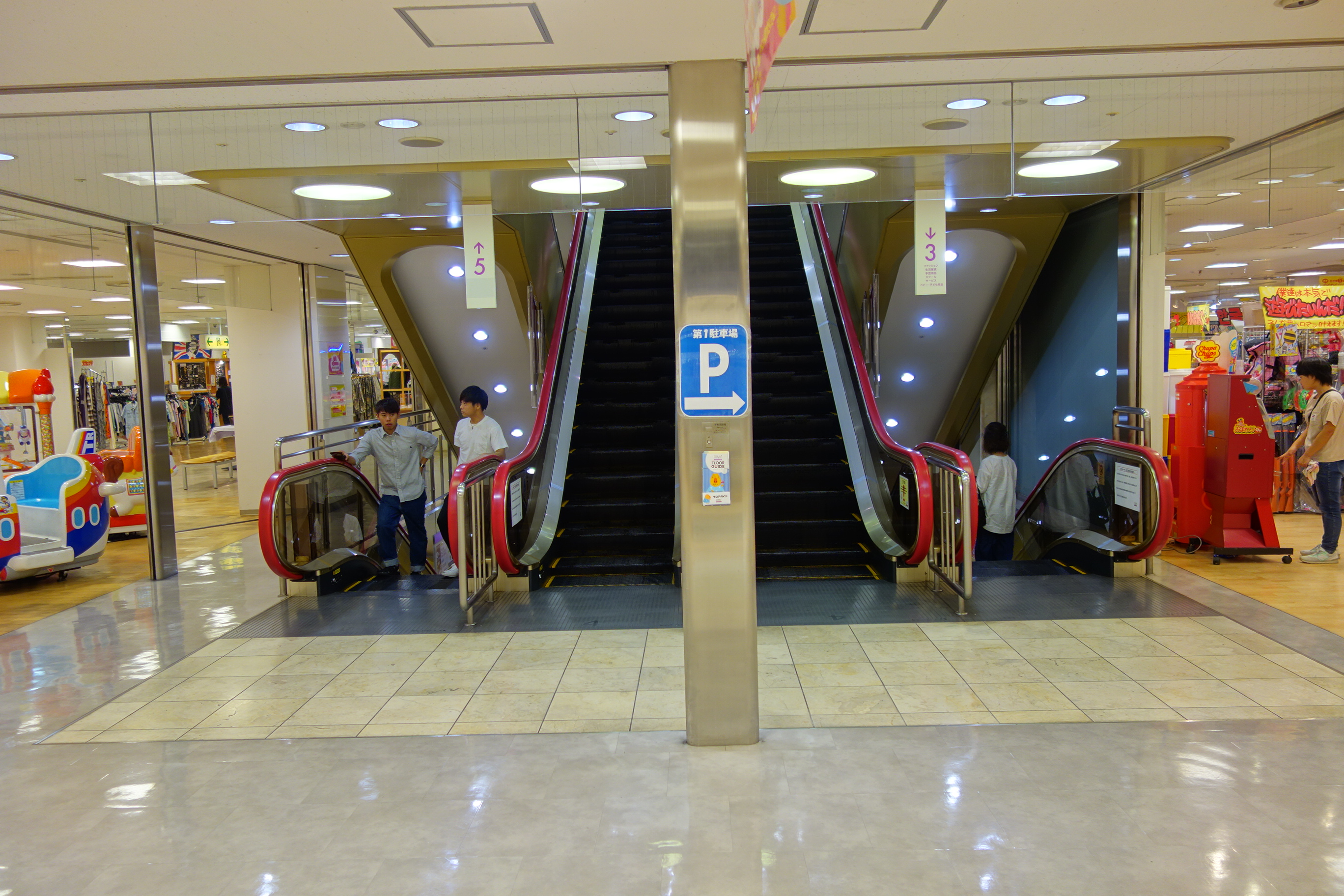
福山そごう時代のままの登り2基下り2基が配置されたエスカレーター
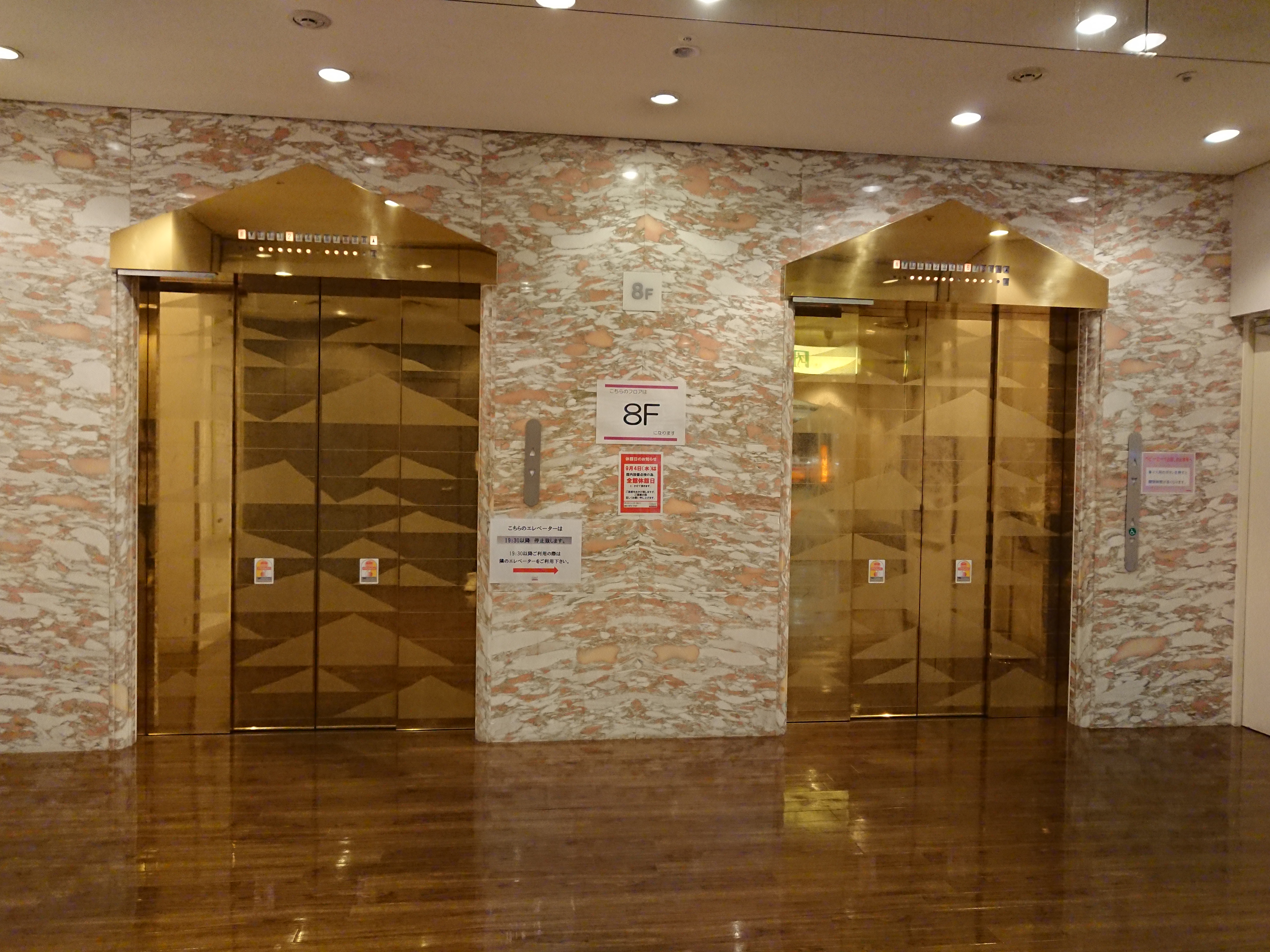
福山そごう時代のままのドアが金色のエレベーター
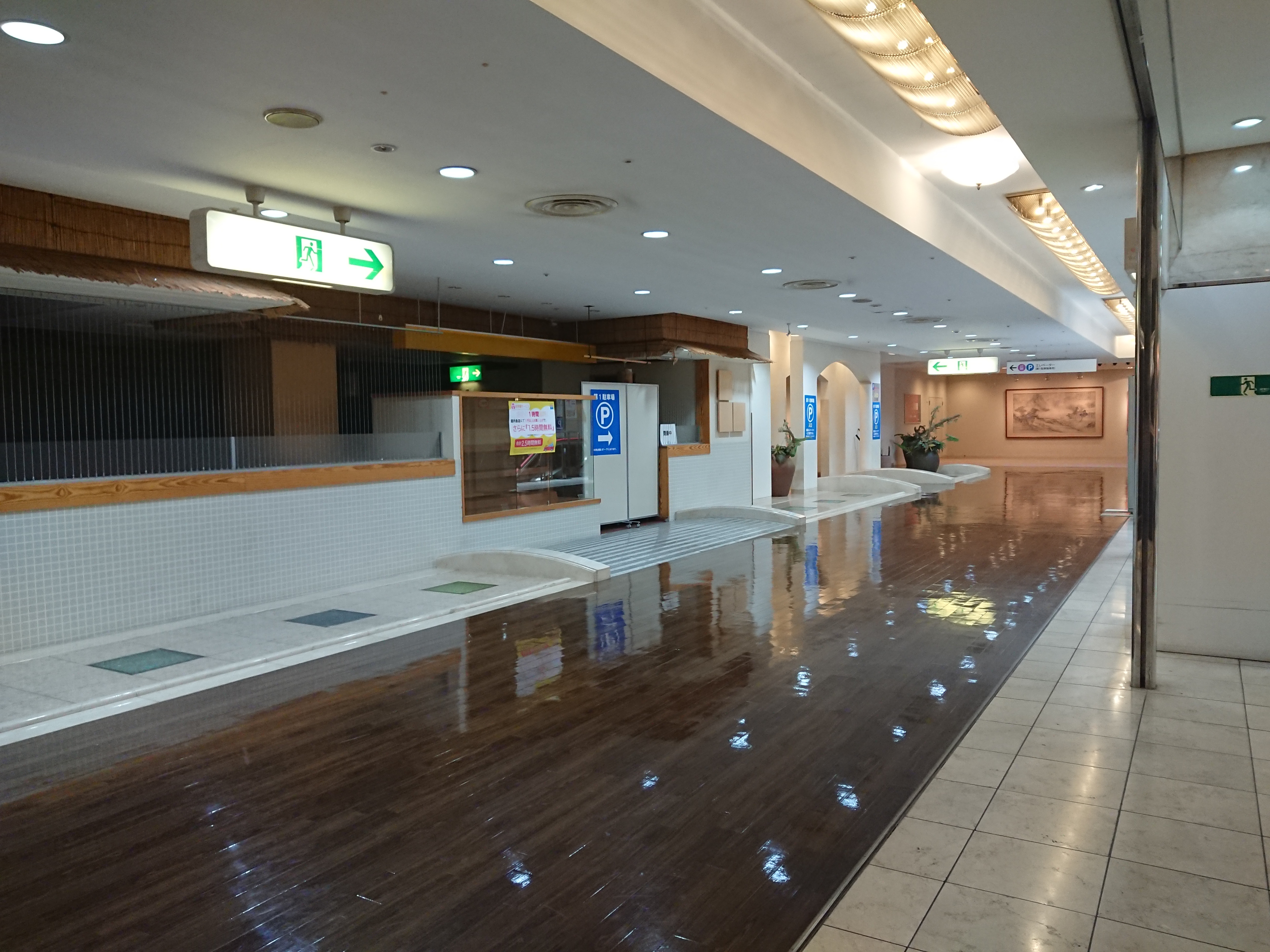
8階レストラン街。当時は店の前に水路があり、川を模して水が流されていた。閉店後は水路に蓋をしている。
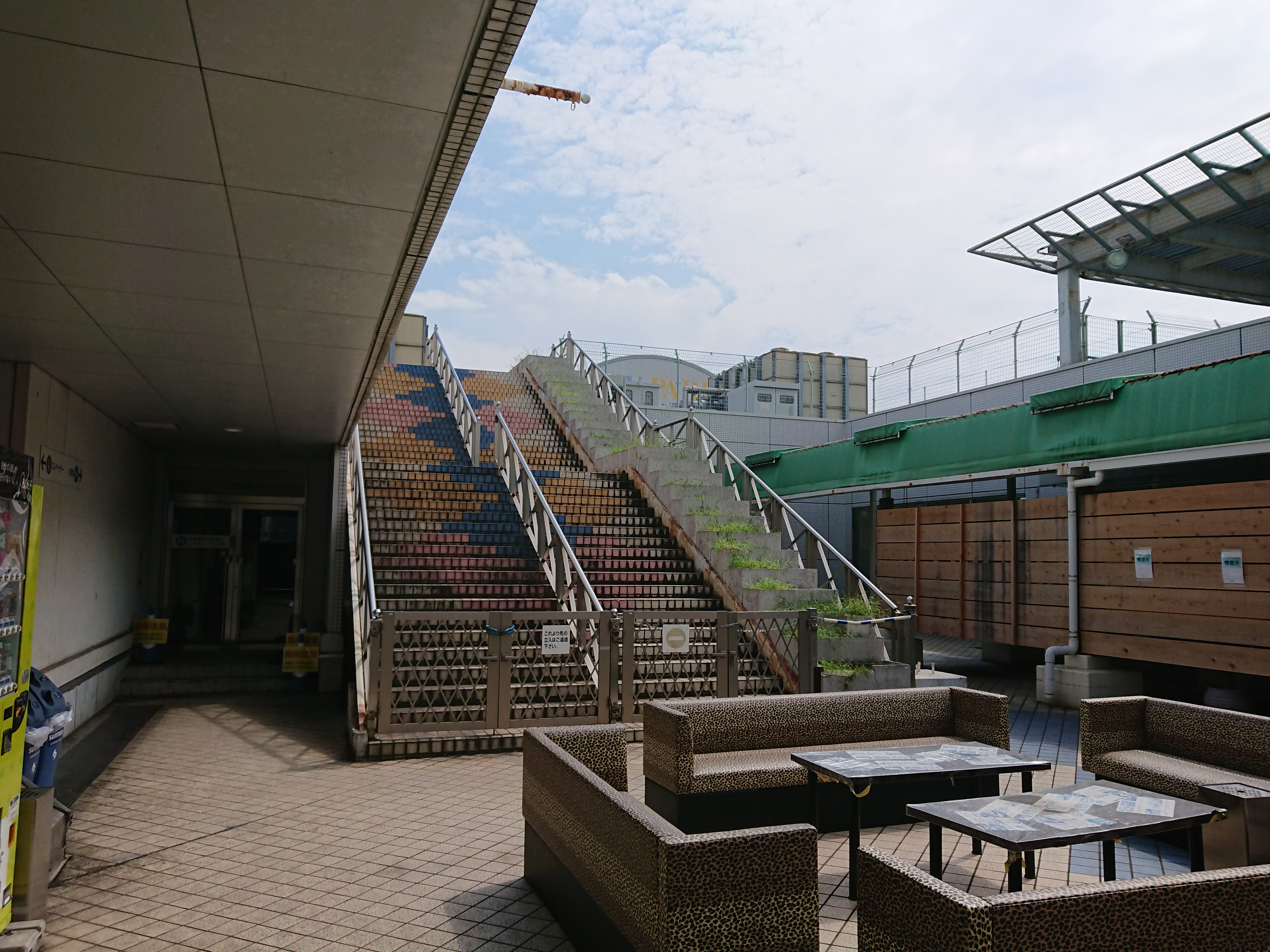
屋上遊園地の跡地

### フロア構成
| 階  | フロア概要                                                     |
| --- | -------------------------------------------------------------- |
| RF  | スカイパーク                                                   |
| 9F  | 屋上ビアガーデン・飲食店、ペットショップ、エステティックサロン |
| 8F  | 味の専門店街（レストラン街：11店舗）                           |
| 7F  | 大催会場・家具・インテリア                                     |
| 6F  | キッチン・家庭用品                                             |
| 5F  | 紳士服売り場                                                   |
| 4F  | 子供服売り場、子供用品、玩具                                   |
| 3F  | ミセス向け衣料品売り場                                         |
| 2F  | 女性ヤングファッション                                         |
| 1F  | 舶来ブティック街、女性キャリアファッション                     |
| B1F | 生鮮食料品売り場、ギフト売り場                                 |
| B2F | フードコート、書籍、音響、かばん、文具                         |

### 出店後

#### 1997年まで

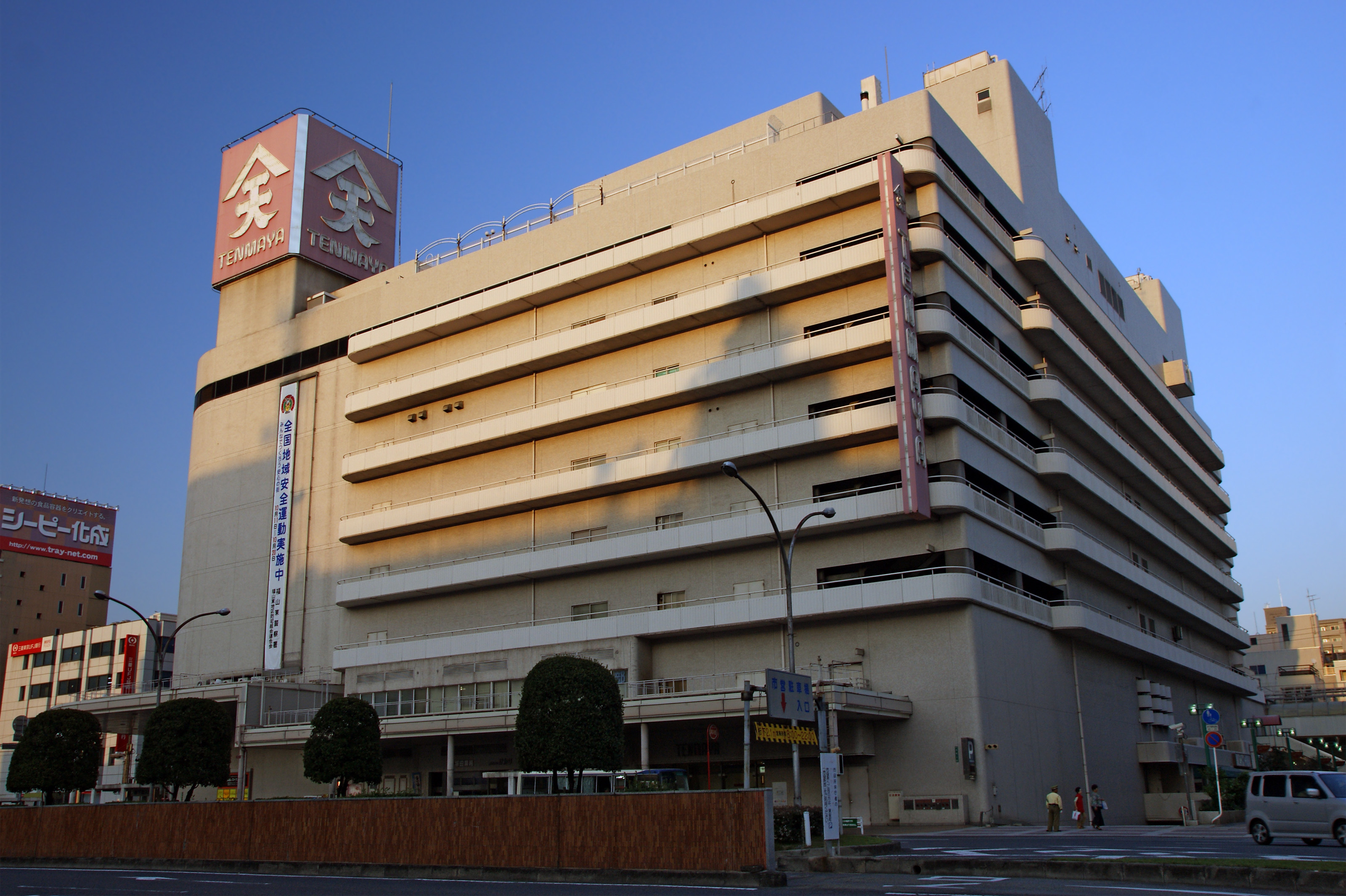
天満屋福山店

1992年4月のオープン初日には15万人の買い物客が詰め掛けたが、開業直後より売り上げで苦戦をする。初年度は350億円の売り上げ目標を設定し、将来的には600億円規模の売り上げを想定していたが、実績は200億円台の売り上げが続いた。天満屋福山店と比較して売り場面積で1.5倍の規模であったが、売り上げでは天満屋に劣る状態が続いた。1994年、そごうグループの経営問題が報道されるようになる。1994年にそごうグループの中核である「そごう」の負債は500億にもなっており、未払いの利子を含めると総借入金は1兆2000億円であった。
1996年には休業して館内の改装を行い、9月13日に再び開店した。1997年、「神戸そごう」の副店長だった三井誠三が「福山そごう」の店長兼副社長として就任する。三井は広島県の出身で、1957年広島県立尾道商業高等学校を卒業し同年にそごうに入社している。1987年に取締役、1992年「神戸そごう」の副店長に就任していた。三井は「福山そごう」へ着任早々に売り場の改革に取り組み、30以上のブランドを新規に導入するなど販売体制を強化した。また地下1階の吹き抜け部分にあったパーラー（大理石を使った豪華な造りだった）を、顧客の動線の障害となり売り上げに対する貢献も低いとしてあっさり撤去して売り場に転換した。1997年度の売上高は251億4000万円で（出典によっては252億5900万円）、従業員は派遣・パートを含め約1300人だった。1997年は、バブル崩壊後の景気の冷え込みが一層厳しく、売り上げは前年度比1％減となった。天満屋も前年比3.7％減の売り上げであったが、「福山そごう」を僅かに上回る256億円5200万円を売り上げた。駅から「福山そごう」までの市道は1997年にヨーロッパ風の意匠で再整備され「そごう通り」と命名された。

#### 1998年
開業7年目の1998年2月になってようやく天満屋福山店に売り上げで肩を並べる見通しがついたとされる。開業9年目の2000年度に、売上300億円達成および経常利益段階での黒字化が目標とされた。1998年4月からは、広島店や呉店にはない、来店するだけで10ポイント加算されるポイントカードを導入した。1998年は、天満屋と毎月抜きつ抜かれつの売り上げ競争となった。7-8-9月は連続して「そごう」がリードしたが、10月は天満屋が主力となる衣料品以外の部門での販売を伸ばして再び「そごう」を抜いた。双方とも歳末商戦に勝負をかけ、「そごう」では11月20日地下1階の食品フロアに、約3000点の贈答品を揃えたギフトセンターを開設して、お歳暮商戦に臨んだ。お歳暮やお中元の販売会場は上層階に設けるのが常識であったが、贈答ギフトは大半が食料品なので地階の食料品売り場に移した方が顧客に親切であるとして、三井の判断で地階に移動されたものであった。全国一律200円の送料で発送できる商品を、全国29の店舗（当時）を活用して、1997年より400点多い1200商品に拡充するなどの工夫もなされた。福山では取り扱いが無かった東京・青山や兵庫・芦屋などの有名菓子店などを取りそろえると共に、福山の特産品の保命酒や鯛のスモークハムなど「鞆の浦」関連ギフトの販売にも力が入れられた。バブル崩壊によって法人需要が減少する中で、年末ギフトの売り上げ目標は前年より5％増に設定された。1998年12月には、冷え込む消費への対策として、家庭で死蔵されているテレフォンカードを商品券と交換するサービスを実施した。2階の若者向け衣料品コーナーは改装が行われ、その結果売り上げが8％増加した。

#### 1999年
「福山そごう」および「そごう」グループ全体の苦戦は、当時既に広く知られていた。福山市民の中には「福山そごう」が閉店してホテルに変わるのではないか、閉店しないまでも規模を縮小して営業するのではないかという噂もあったが、店長の三井はそれらをありえないと話し、広島そごうとの合併などの噂についても否定した。広島そごうと合併すれば、納税は広島市に行うことになり、福山市民への還元が出来なくなることになり、「福山そごう」の理念にも反すると、その理由を説明した。
1999年2月期の売上高は242億6000万円で、前期比3.5％の減少であった。天満屋福山店は244億円（同前期比4.8％減）だった。サービスなどを除いた商品売上高では、そごうが逆に2億円強上回ったが、主力の衣料品と食料品では天満屋が依然優勢であった。開店して7年が経過し、豪華な建物と豊富な高級ブランドぞろえが市民に認知されたためとされるが、苦戦している衣料品と食料品分野の強化に注力することになった。3月からは3階のミセス向け衣料品売り場で、キャリア商品を増やした。地階の食商品売り場は生鮮食品コーナーを全面改装し、さらに高級品を充実させた。外商部門も強化し、春から法人担当部署を独立させて3グループ構成にした。
1999年3月27日から福山市で配布された地域振興券を巡っては、地元商店街32店舗との初めての共同イベント「トクトクキャンペーン」が実施された。地域振興券を使用して商品を購入すると、1万円分ごとに抽選券1枚（1,000円分ごとに補助券1枚）が手渡された。抽選はそごう1階正面入り口の「からくり時計」があるピロティで、特賞の「二泊三日の旅行（東京ディズニーランド、沖縄、北海道の中から選択）をペアで招待」7本や、一等のビデオデッキ30本、2等のホットプレート200本など、5等まで空くじを設けずクジ引きが行われた。賞品総額約500万円だった。1999年9月23日から、女性従業員の秋冬制服が一新された。百貨店の顔となる1階インフォメーション係用は2年ぶりの変更、それ以外の一般用は4年ぶりの変更であった。インフォメーション係用制服は、クリーミーホワイト色のスーツで、明るさと華やかさを求めた明るい基調にして、フロントの花柄ウールレースをワンポイントとしたクラシックで高級感のあるデザインだった。一般用制服は雰囲気を一新し、タイトでシャープな現代的デザインのグレーのスーツが採用された。

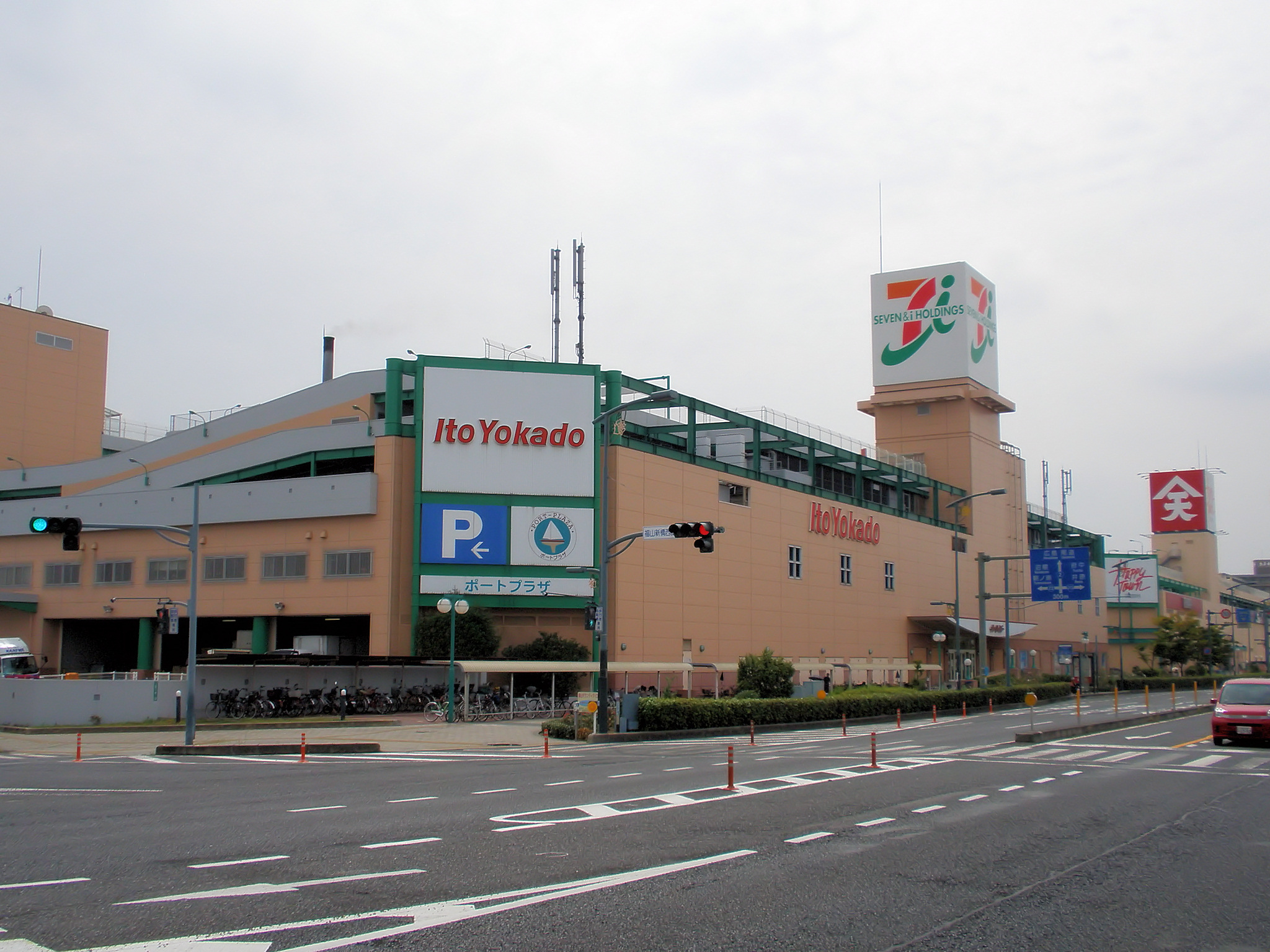
1999年にオープンしたポートプラザ日化

1999年4月には天満屋ハピータウンとイトーヨーカドーが入居するポートプラザ日化（売り場面積3万6499平方メートル）がオープンし、福山市中心部での顧客の争奪戦がより激化した。店長の三井は「ポートプラザ」は量販店であり直接のライバルではなく、「福山そごう」のライバルはやはり天満屋であると話したが、その影響は大きく、食料品や家庭用品、子ども服など日常生活に直結した分野での売り上げが1998年と比較して10-15％ダウンした。これに対して、三井は「福山そごう」の特色である高級ブランドの多数品揃えを売りにして、百貨店の原点に立ち戻って高級品中心の販売で収益を上げる方針で対抗すると話した。
5月19日、三井は「福山そごう」の社長に就任する。取締役会で、水島廣雄そごう会長から直接打診されたという。1999年当時「福山そごう」はグループの中では黒字化の目前の「対策強化店」に指定されていた。1996年からは減価償却前では黒字化を達成していたが、450億円の初期投資による減価償却費が重くのしかかり、最終決算では赤字続きであった。三井は「キャッシュフローもまずまず。あと3年ぐらいで経常黒字に転換したい」と、今後の見通しについて述べた。
6月10日は店舗の休業日であったが、男性社員150人を動員して福山市内の住宅1万戸を戸別訪問し、中元用のギフトのセールス活動を行った。これは社内では「10000軒ドアコールキャンペーン」と呼ばれ、1992年（平成4年）4月の開店直前に実施して以来、開店後は初めて実施したものであった。「ポートプラザ日化」オープンの危機感の表れだとされ夏の中元商戦で先手を打つ狙いがあった。6月10日の朝には、正面玄関で出発式があり、三井社長が「中元、歳暮は百貨店にとって一番大事な商戦。お客さまあってのそごう、という感謝の気持ちを忘れることなく、一日頑張ってほしい」と社員を激励した。
7月より、収益性改善のためにそごうグループの全国の店舗を4つのブロックに分割し、基幹店を中心とした仕入れや買い付けをする体制に移行した。9月1日に中国・九州の6社を統括する広島ブロック本部が発足した。以後は基幹店の「広島そごう」を中心に一括仕入れを行いコスト削減に努めることになった。
8月20日には、1-3階の女性ファッションフロアを中心に、25の新ブランドを導入してリニューアルを行った。リニューアルの目玉は、1階に約220平方メートルのスペースを取って導入した「ICBリラックス」であった。2階はヤングファッションを強化し、「メルローズ」「iiMKピュール」など4ブランドを新規導入。3階にもミセス向けの「コース」「ソロプラス」など5ブランドが加わった。4階の子供服売り場には、「ブルークロス」「らでぃっしゅぼーや」が加わり、5階の紳士服売り場には「マージ」「バルバス」「五大陸」の3ブランドを新規導入したのに加え、「バーバリー」のコーナーを従来の2倍の約100平方メートルに拡大し、品ぞろえも充実された。10月以降には4階以上のフロアの紳士、子ども服や家具などの売り場もさらに大きく変更する予定であった。売れ上げの悪い商品は大胆に整理され、生まれた売り場スペースには今後の販売が期待できる商品が積極的に導入された。これらは、当時社内では「圧縮付加」という合言葉で呼ばれた。リストラも推し進められ、この頃の従業員はパートも含めて500人に減っていた。
1999年10月にはテナントとして備後地区最大規模となる100円ショップダイソーが入居した。海外ブランドを中心に高級志向で販売を行う「そごう」に100円ショップは合わないイメージであるが、この時期「船橋そごう」 や「加古川そごう」「長野そごう」 にもダイソーが入居している。
|                  | 福山そごう                                                             | 天満屋福山店                                                                | ポートプラザ日化                                                                    | キャスパ                                                                      |
| ---------------- | ---------------------------------------------------------------------- | --------------------------------------------------------------------------- | ----------------------------------------------------------------------------------- | ----------------------------------------------------------------------------- |
| 開店             | 1992年4月29日                                                          | 1947年                                                                      | 1999年4月21日                                                                       | 1976年6月13日                                                                 |
| 建物             | 地上9階地下2階                                                         | 地上8階地下1階                                                              | 地上2階                                                                             | 地上8階地下1階                                                                |
| 延床面積         | 72,635                                                                 | -                                                                           | 44,390                                                                              | 26,050                                                                        |
| 商業施設面積     | 34,400                                                                 | 27,222                                                                      | 36,499                                                                              | 10,500                                                                        |
| 形態             | 百貨店                                                                 | 百貨店                                                                      | 郊外型量販店                                                                        | 駅前商業テナントビル                                                          |
| 座標             | 北緯34度29分16.3秒 東経133度21分29秒 / 北緯34.487861度 東経133.35806度 | 北緯34度29分15.3秒 東経133度21分50.32秒 / 北緯34.487583度 東経133.3639778度 | 北緯34度29分13.1秒 東経133度22分40.3秒 / 北緯34.486972度 東経133.377861度           | 北緯34度29分17.52秒 東経133度21分43.56秒 / 北緯34.4882000度 東経133.3621000度 |
| 福山駅からの距離 | 駅南口から西へ400m                                                     | 駅南口から南へ150m                                                          | 駅南口から東へ1.5 km                                                                | 駅南口から南へ100m                                                            |
| 駐車場           | 1800台                                                                 | 190台                                                                       | 2700台                                                                              | 100台以下                                                                     |
| 駐車場料金       | 有料                                                                   | 有料                                                                        | 無料                                                                                | 有料                                                                          |
| 駐車場形態       | 駐車場は全て自走式立体駐車場                                           | 自走式地下駐車場                                                            | 平面+自走式立体駐車場                                                               | 機械式タワー式駐車場                                                          |
| その他           | 2000年12月25日閉店                                                     | 1984年に建て替え                                                            | 天満屋ストアとイトーヨーカ堂が入居したが 2019年にイトーヨーカ堂はゆめタウンに刷新。 | 2012年1月31日閉店。 2019年解体。                                              |

※フジグラン神辺は福山そごう閉店後の2005年開業なので、表には記載せず。アイネスフクヤマも同様。キャスパは福山そごう開店時には既にイズミは撤退し商業テナントビルになっていた。

### 民事再生手続

#### 自主再建計画
2000年に入ってから、そごうグループは、預金保険機構と72の金融機関に債権放棄を求めた。そごうグループの負債総額は1兆8700億円にもなっており、その1/3の6300億円の債権放棄を要請した。中国銀行では、そごうグループへ161億2100万円を融資しており、2000年4月に78億円の債権放棄を要請された。このため中国銀行は要請された78億円以上が回収不能になるとみて、それを上回る金額を2000年3月期の決算で貸し倒れ引当金に計上している。そごうグループは金融機関への債権放棄で負債額を削減するとともに、不採算店の閉鎖、グループ再編による経営効率の改善で自主再建する方針であった。

#### 自主再建計画の撤回
しかしここで預金保険機構の970億円の債権放棄が問題視される。「そごう」のメインバンクは日本興業銀行と日本長期信用銀行（現:新生銀行）であったが、日本長期信用銀行が紆余曲折を経て1998年に破綻し日本長期信用銀行の保有する「そごう」の債権はリップルウッドに売却された。この譲渡された債券は、譲渡後3年間に2割以上の損失があると認定された場合に、その損失を預金保険機構が補填するという瑕疵担保条項を適応させることが条件となっていた。そのためそごうの債権処理では、金融再生委員会と預金保険機構が関連して、これら不良債権に対して税金で損失補填を行うことになった。
このことをマスコミは連日トップニュースで報道し、世論も反発するようになり政治問題化した。政局への悪影響を恐れた亀井静香自民党政調会長が「そごう」側に自主再建プランの見直しを求め、「そごう」が債権放棄の要請を撤回することを受諾し、自主再建ではなく民事再生手続きとすることになった。

自主再建とせずに民事再生手続を選んだのは、民事再生手続の方が第三者に負債処理に費やされる公金の流れが透明化しやすいという政治的な判断もあったとされる。また判断が遅くなれば、他のグループ企業負債処理にも悪影響が出ることも懸念された。

#### 民事再生申請
2000年（平成12年）7月12日、自主再建中だった株式会社「そごう」が民事再生法の適用を申請し事実上倒産する。その前日の7月11日、全国の「そごう」店舗の代表者が東京に集められ、日付が変わるまで今後の対応が協議された。その結果、「福山そごう」も自主再建を断念して、グループ22社とともに民事再生法に基づく再生手続き申請をすることになった。「福山そごう」単独の意見ではなく、そごうグループ全体の意向があったという。
7月12-13日で、全社員への説明会が開催された。説明会では、自主再建だった方針が民事再生法に基づく再生手続きを申請する方針になった経緯が説明されたが、混乱などは無かったとされる。
7月13日、そごうグループの民事再生法適用申請の報道から一夜明け、「福山そごう」では通常通り営業が行われたが、入り口のドアなどに「お客様へ」と題した文書を掲載した。来客者には、カードや商品券が通常通り使え、営業実態に変化がないことが説明された。各テナントには、幹部が足を運び事情説明に追われた。
7月14日、三井は「福山そごう」の業務の継続に向けて努力する意向を明らかにした。「福山そごう」は開業以来一貫して赤字続きであったが、オープン時の初期投資の減価償却が過大であるための赤字であり、営業単体でみると黒字化は達成していた。しかし、近年は新規にオープンした他店との競合や不景気の影響で4期連続の減収という厳しい状況であった。

### 閉店と破産宣告

#### 民事再生手続開始
2000年7月26日、東京地裁で「福山そごう」の民事再生手続が開始された。東京地裁は、実際の債権を確定するために取引先や金融機関など債権者に債権の届け出を求める。一方、そごう側は再生計画案の作成に入った。東京に再生本部を置き、広島そごうに広島支部が設置された。民事再生法の申請はグループ各社が個別に提出しているため、各社の再建計画も別々に作成されるが、「広島そごう」や「呉そごう」が黒字なのに対して「福山そごう」は赤字店であったので、再建計画の作成にも困難があった。東京商工リサーチ広島支社は「広島そごうに、福山そごうや呉そごうを営業譲渡して、広島地区で再生計画を一本化する可能性もある」とコメントしていた。再生計画案が纏まれば、債権者集会を開催し、出席者の過半数、かつ届け出債権総額の二分の一以上の同意で可決されるが、財産保全命令で、弁済が凍結されている500万円を超す債権を所有する債権者には、再建に向けて債権の放棄が求められる。通常、債権の7-8割の放棄が求められることが多い。既定の債権者の同意が集められない場合は破産宣告となる。「福山そごう」の場合は、1債権者者あたりの支払額は上限200万円とされた。
7月28日には、中国そごう都市開発（広島市中区）が自己破産を申請した。岡山に本社のあるトマト銀行は、「福山そごう」へ12億8600万円を貸し付けており、それらが回収不能になることが懸念された。また中国銀行も「福山そごう」に57億円を貸し出しており、同様に回収不能になる恐れが出た。
「福山そごう」の負債は2000年時点で742億円とされた。債権者は全部で997件であり、うち814件が500万円以下の保全処分の対象に該当しない小口債権で総額6億7600万円であった。それらは東京地裁の許可のもとで支払いが行われ、8月2日までに支払い作業を終えた。2000年10月2日、グループ21社の役員30人が解任および辞任した。水島広雄前会長と関係が深かったり、業者との癒着が指摘された役員は解任扱いになった。三井誠三も、このとき経営責任をとって、広島そごう専務や広島、広島新館、呉そごうの非常勤取締役を兼務していた山田恭一前そごう社長らと共に辞任している。
10月20日頃は、中国地方で唯一の赤字店として「福山そごう」が閉店になるのではないかという噂が流れ、従業員はもとより、存続を願う地元客や自治体、地元経済界にも困惑が広がっていた。詳細な情報は職員にも告げられておらず、10月25日の東京地裁への再生計画提出まで伏せられていた。
|            | 広島そごう                  | 広島そごう新館             | 呉そごう                   | 福山そごう                 |
| ---------- | --------------------------- | -------------------------- | -------------------------- | -------------------------- |
| 開業年月   | 1974年10月                  | 1994年4月                  | 1990年3月                  | 1992年4月                  |
| 店舗面積   | 30839平米                   | 27000平米                  | 21950平米                  | 34400平米                  |
| 社員数     | 735人                       | 735人                      | 167人                      | 250人                      |
| パート人数 | 313人                       | 313人                      | 90人                       | 157人                      |
| 売上高     | 582億9600万円 前月比▲5.7％  | 300億1100万円 前月比▲1.9％ | 171億9400万円 前月比▲5.1％ | 223億7000万円 前月比▲7.8％ |
| 営業損益   | 17億9700万円 前月比+114.2％ | 10億1000万円 前月比▲27.3％ | 7億4000万円 前月比+50.8％  | ▲500万円 -                 |
| 経常損益   | 9億1900万円 前月比▲48.6％   | 2億円 前月比▲50.5％        | 4億8100万円 前月比+30.0％  | ▲1億1100万円 -             |

決算は2000年2月期。▲はマイナスまたは赤字または損失を表す。

#### 閉店発表
2000年10月25日、そごう再生計画策定プロジェクトチームは東京地裁に、再生計画を提出する。「福山そごう」および「再生計画策定プロジェクトチーム」が出した結論は『閉店』であった。同日、「福山そごう」の閉店が発表された。同日午後四時半から、福山そごうの会議室で、浴森章店長と東京のそごう再生計画策定プロジェクトチームのメンバーら5人が会見を行い、営業継続不可能と判断して閉店するに至った理由について、1992年の開店以来の業績と今後の営業予測などの検討を踏まえ、「本年度は更に営業利益の減少が見込まれる。再建中の企業として、負債弁済のための安定的利益の確保が困難で、累積損失の増加で二次破綻を起こさせないためにも、そうせざるを得なかった」と説明した。
翌日より得意客向けのセールが始まり、閉店までの間賑わいが続いた（出典によっては閉店セールは12月1日より開始とある）。
「福山そごう」は閉店後の営業譲渡先を探していた。営業譲渡出来れば、従業員の再雇用も可能になり、福山市の中心部の空洞化も避けることが出来るからである。2000年12月になっても、浴森章店長は「百貨店など3社と交渉中、遅くとも年内には譲渡先を決めたい」としながらも交渉は進捗しなかった。天満屋や三越が、経営譲渡先として噂されたが、双方ともその可能性を否定した。業界では、「福山そごう」の経営譲渡は難しいだろうと言われていた。その理由としては下記のような理由が挙げられた。
1. 「福山そごう」が破産するのを待ち、建物が競売になるのを待ったほうが、安価に手に入る可能性が高い。
2. 「福山そごう」の店舗は、巨大すぎて運営コストが問題である。周辺の市場規模を考慮すると、人気ブランド店を再び誘致するのも困難。
3. 福山駅前には伏見町 や繊維ビル（東桜町） など別の再開発計画が進行しており、駅から離れた「福山そごう」で商売を始めるより、それらのほうで商売を始めた方が立地条件がよく魅力的である。

#### 閉店
2000年12月25日に閉店した。オープンから8年8か月という短い営業であった。2001年1月30日、福山そごうの社員約400人の大半が解雇された。この日解雇されたのはパートや正社員など371人で、ただちに再就職を希望する220人については8割ほどが新しい採用先が内定していた。残りの150人程度は、休息や充電期間、自己研修などをして、新しい職場を探す意向だとされた。「福山そごう」にあったブランド店のうち30ブランドは「天満屋福山店」に移動した。「天満屋福山店」はそれを期に、全面改装を行った。直営の支店として福山そごうと同時に開店した尾道そごう駅前ショップも営業を継続することは不可能であり、やはり福山そごうと同日に閉店、運命を共にした。
閉店した後も、営業譲渡については交渉が続けられたが、価格面がネックとなり交渉が中断した状態に陥った。東京地裁に閉鎖となる9店舗の閉鎖後の処理計画を報告する期限は2001年2月9日であったが、そごうグループの再生本部は、その期限を3か月延長してもらうように求めていた。店長の浴森は、1月31日に債権者集会を開催し債権者に状況を説明して、3か月の提出期限延長に望みを託した。提出期限延長が認められない場合は、破産とされてしまう可能性があったからだ。一方、黒字経営だった広島そごうと呉そごうの民事再生手続は2001年1月31日に承認され、それぞれは新会社「十合」に統合されて新体制で営業が存続されることになった。2月13日、東京地裁は「福山そごう」の民事再生手続廃止の決定をする。2001年3月15日　東京地裁は「福山そごう」に破産宣告を行った。同日、札幌そごう、錦糸町そごうも破産宣告を受けた。「福山そごう」の破産宣告時の負債は、金融機関34社を含む40社に対して総額560億円とされた。主な残存資産は、店舗ビル（評価額67億円）を筆頭に不動産8件や現金など総額85億円とされた。店舗ビルは保全費用だけで1か月1000万円必要で、加えて地代が毎月500万円以上必要とされたが、未払い状態が続いていた。2001年6月の第一回債権者集会では、「福山そごう」の債権 は、債権者48社、債権総額717億8000万円と報告された。店舗ビルの売却を急いだが、買い手が見つからない状態であった。2001年10月、管財人が三好章市長を訪問し、3社と交渉中であるが、規模と価格がネックになって難航している現状が説明され、福山市が名乗りを挙げてビルを購入してもらうよう要請があった。しかし管財人の提示額は80億円と高額であり、福山市としては即答せず交渉を続ける方針となった。管財人はビルの維持経費として毎月500万円を手持ち資金から支出しつつ活動を行っていたが、このまま資産の現金化が出来ず、活動資金が尽きてしまった場合は、「店舗ビル」が幽霊ビルとなってしまう可能性も心配された。一方で、市がビルを購入し、固定資産税を減免するなどで安価な家賃設定を行ってテナントを誘致するなどした場合、周辺の通常の固定資産税を支払って営業している商店から「不公平である」という批判が述べられていた。
| 店名         | 所在地         | 2001年2月1日時点の処理案               | 2019年時点                                                        |
| ------------ | -------------- | -------------------------------------- | ----------------------------------------------------------------- |
| 札幌そごう   | 札幌市         | ビックカメラと交渉中                   | ビックカメラ札幌店など                                            |
| 船橋そごう   | 千葉県船橋市   | 三井不動産に売却。テナントは営業継続   | ららぽーとTOKYO-BAY                                               |
| 錦糸町そごう | 東京都墨田区   | 未定                                   | 生活バリューモール アルカキット錦糸町                             |
| 豊田そごう   | 愛知県豊田市   | 自治体主導で松阪屋と交渉               | 松坂屋豊田店                                                      |
| 奈良そごう   | 奈良市         | 百貨店や専門店の誘致を模索             | イトーヨーカドー奈良店→ミ・ナーラ                                 |
| 加古川そごう | 兵庫県加古川市 | 姫路市の百貨店「ヤマトヤシキ」に譲渡   | ヤマトヤシキ加古川店                                              |
| 福山そごう   | 広島県福山市   | 百貨店や専門店の誘致を模索             | 福山市が購入                                                      |
| 黒崎そごう   | 北九州市       | 地元百貨店「井筒屋」と交渉中           | 井筒屋黒崎店                                                      |
| 小倉そごう   | 北九州市       | 地権者や自治体がそごうの営業再開を要請 | 営業再開を断念。小倉玉屋→小倉伊勢丹→コレット井筒屋→小倉駅前アイム |

### その後
2002年3月、福山市議会は、「福山そごう」のビルの取得決議案を可決した。これにより福山市が債権者より「福山そごう」のビルを26億円で買い取ることになる。土地は山陽染工が福山市に寄贈した。2003年、閉店から2年4か月後に「福山ロッツ」として再オープンする。「福山ロッツ」は「福山そごう」のライバルだった天満屋が10年契約で福山市からビルを借り受けて運営したが、業績不振によりテナントが次々と撤退して赤字経営となり、10年契約が切れる2013年 (平成25年) 4月24日に閉店した。その後は、大和情報サービスが「RiM-f」として営業したが、やはり同様にテナントの撤退が相次ぎ、テナントが退出した空き店舗空間に福山市の公共施設が10部署入れて埋めるなどしたが、それでも空きテナントを埋められない状況が続いていた。また、建築から30年近くが経過し各部の老朽化も問題となった。2019年10月、大和情報サービスは2020年8月に福山市との契約を解除しRiM-fを閉店することを決定し福山市も同意した。RiM-f閉店後は、更地化して売却することも含めて様々なプランが検討された。福山市では建物を取得後してから2019年までに、取得費を含めて管理運営費や委託費・修繕費などに総額110億円を投入している。劣化した設備を更新するためには65億円が必要とされ、更新せずに解体する場合にも解体費用として30億円が必要と見積もられ、更地化した後に土地を売却しても10-15億円程度にしかならないとされる。

### アクセス
- 鉄道 - 山陽新幹線・JR山陽本線・福塩線福山駅南口から西側へ徒歩5分
- 自動車 - 山陽自動車道福山東ICから20分。または福山サービスエリアスマートインターチェンジより車で15分。

## 伏見町再開発計画
「福山そごう」の他に、福山駅前に2店舗目となる「伏見町そごう」と呼ばれる出店計画があった。

### 背景

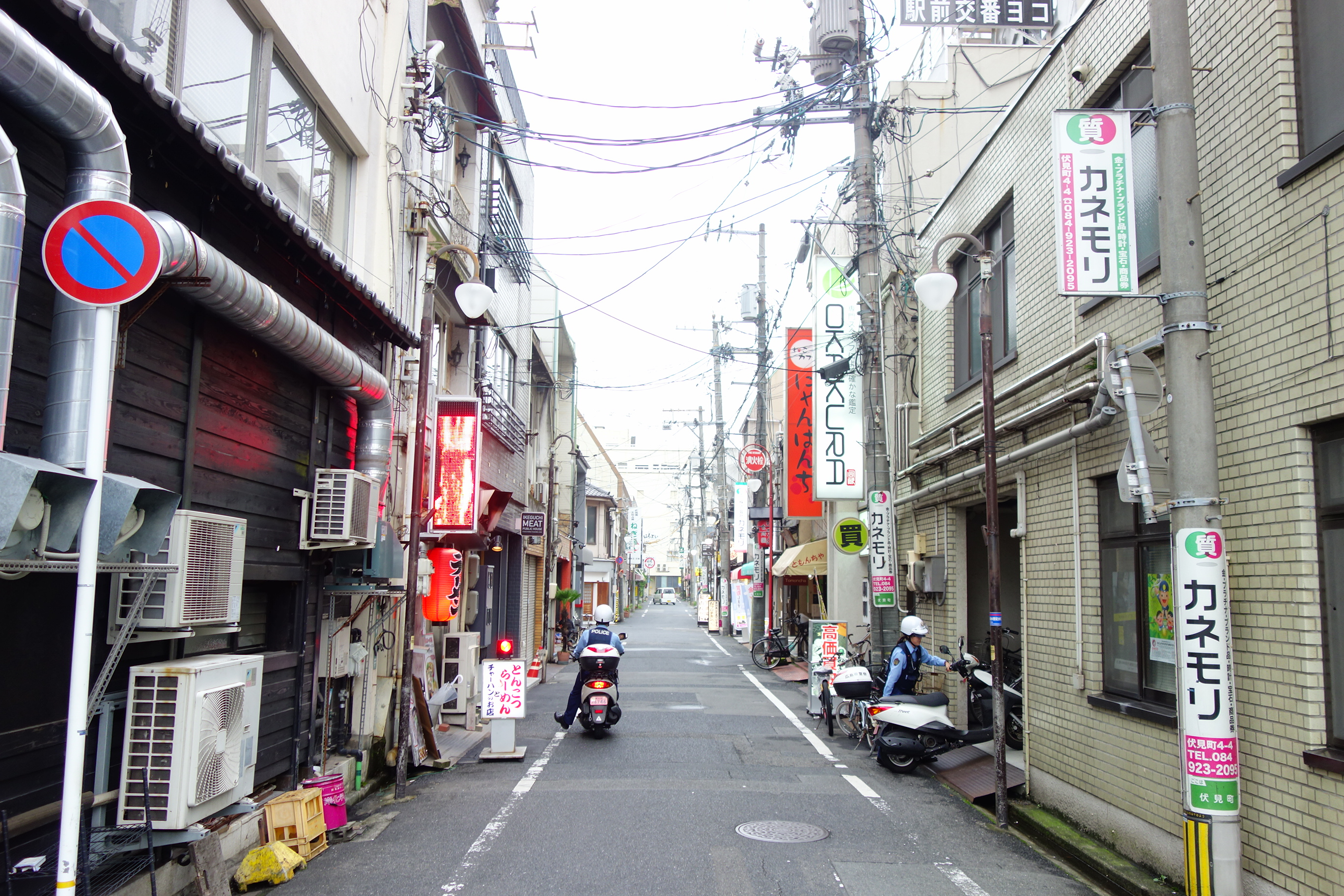
伏見町の様子（2019年）

福山市駅南口の東側に位置する伏見町は福山大空襲の被害からいち早く立ち直った商業地区であったが、小型の木造建築が密集し道も狭く、数度の火災も起き、1970年代より再開発の議論が続けられていた。元々は、さらに南に位置する元町と一体で再開発が検討されていたが、元町には天満屋福山店が建てられ一足先に再開発を終えた。地権者らによって伏見町市街地再開発準備組合が開設され、大林組・大成建設・清水建設といった大手ゼネコンらによって様々なプランが提示されていたが、遅々として計画が進行していなかった。様々なプランが検討されたが地権者の同意問題や資金不足が露見して頓挫することが多かった。1984年には百貨店が入居する12階建てビルにホールなどを併設するプランが検討されていた。1984年末には13軒を全半焼する大火事があり、これによって地区住民の再開発への意識がまとまったとされる。この時点でも約200店舗の商店が伏見町で営業していた。1988年に600億円を投じて地下3階・地上18階の複合施設を作り、図書館やホール、住宅、デパート、情報センターなどが入居するプランとなっていた。

### そごうの参加
キーテナントとしては、4つの企業から申し出があったが（天満屋、西武、そごう、近鉄）、最も出店に意欲的であった「そごう」が選ばれた（つまりそごうは福山駅南口で西町と伏見町の2店舗体制を敷く予定だった）。1987年、そごうとの最初の出店の調印が行われる。1991年、伏見町市街地再開発準備組合と同居する形でそごうは開設準備室を設けた。1993年（平成5年）の着工を目標に、JR福山駅南口の東側の伏見町の面積2.6ヘクタールの老朽化した民家や商店を撤去し、地下3階・地上24階建ての2棟の高層ツインビルを中心とした総面積17万5000平方メートルの大規模複合ビルを建設する計画であった。大型専門店や美術館などの文化施設、スポーツ施設、ホテル、マンションの入居が見込まれていた。1990年（平成2年）1月末、伏見町再開発準備組合と「福山そごう」が出店覚書に調印した。1995年（平成7年）の施設完成の予定であった。
1992年、西町に『福山そごう』が開業するが、その後「そごう」を取り巻く環境は大きく変化する。1994年6月に、ある市議が小林孝そごう支店長を訪ねると、伏見町への出店についての基本的な考えには変わりないものの、現在「そごう」は国内の38店舗を維持するだけで精一杯であり、店舗を拡張するどころの話ではないと説明を受け、また「伏見町そごう」のテナントを募集しても、応募者がゼロであり頭を抱えている状況が示された。また支店長は福山市の固有問題として、(1)福山市の知名度が全国的に低い。(2)そごうと福山市民のなじみが少ない。(3)福山市民は散策をしてくれない-つまり出歩きがてら買い物をするという習慣が無い。(4)想定していた三原市からの来客がなく、三原市が広島市の商業圏に取り込まれてしまった。という4点の苦悩が示された。市議は、1990年の調印時のプランでは到底伏見町の再開発は不可能であると感じ、50年間積極的な介入をせず、駅前の都市開発を民間に任せたままにした福山市の無責任な姿勢を批判した。
同年、そごう側の要望で伏見町への出店計画が大きく縮小され、改定された出店覚書が改めて締結される。そごうの出店の準備が整わないためにそごうが入居するデパート部分の建物を後回しにして、その他の部分を先に建築する案も検討されたが、1997年にそごうは出店合意そのものを解消した。そごうには違約金5億円を支払う義務があったが、そごうの破産により納付されることはなかった。そごうの翻意によって計画は白紙に戻っただけなく、既に「福山そごう」や「広島そごう」によって伏見町の土地の買収が進んでいたこともあり、逆に再開発計画の練り直しに混乱が生じることになった。伏見町市街地再開発準備組合は建築コンサルタントや学識経験者から案を募り、2000年6月を目途に新しい試案をまとめることにした。

### 伏見町再開発準備組合の解散

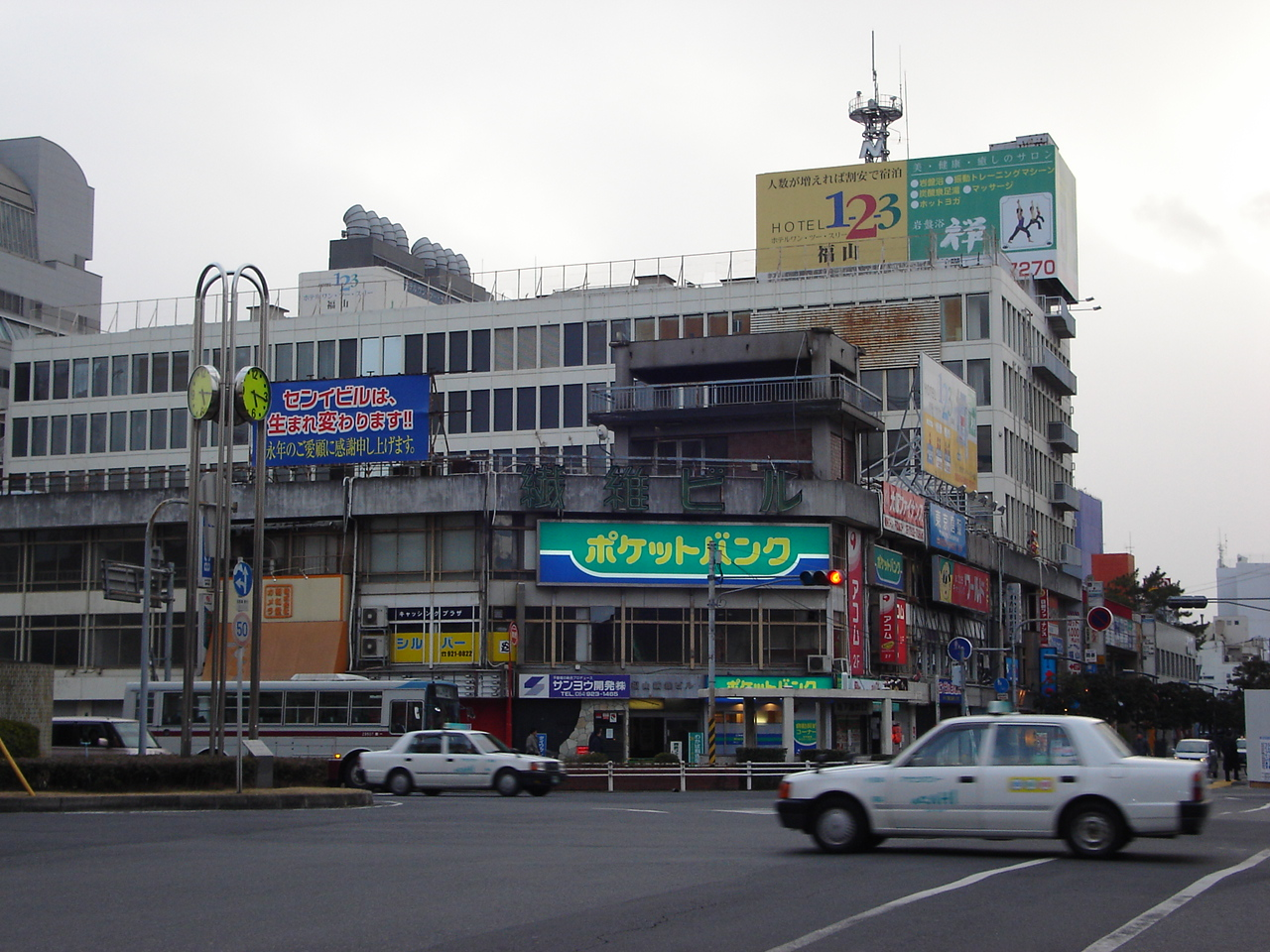
アイネスフクヤマとして再開発された旧繊維ビル（手前の3階建てのビル）

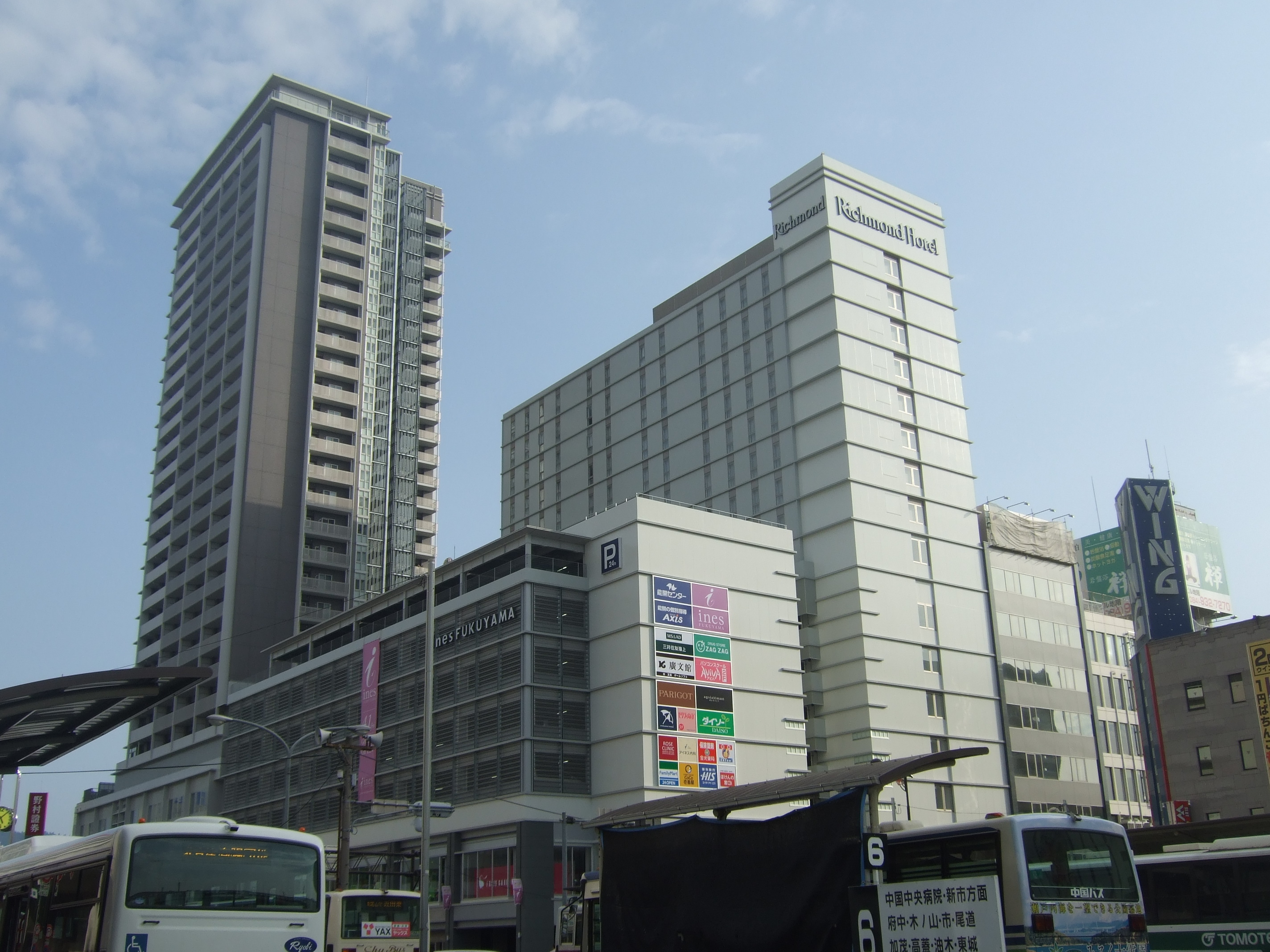
アイネスフクヤマ

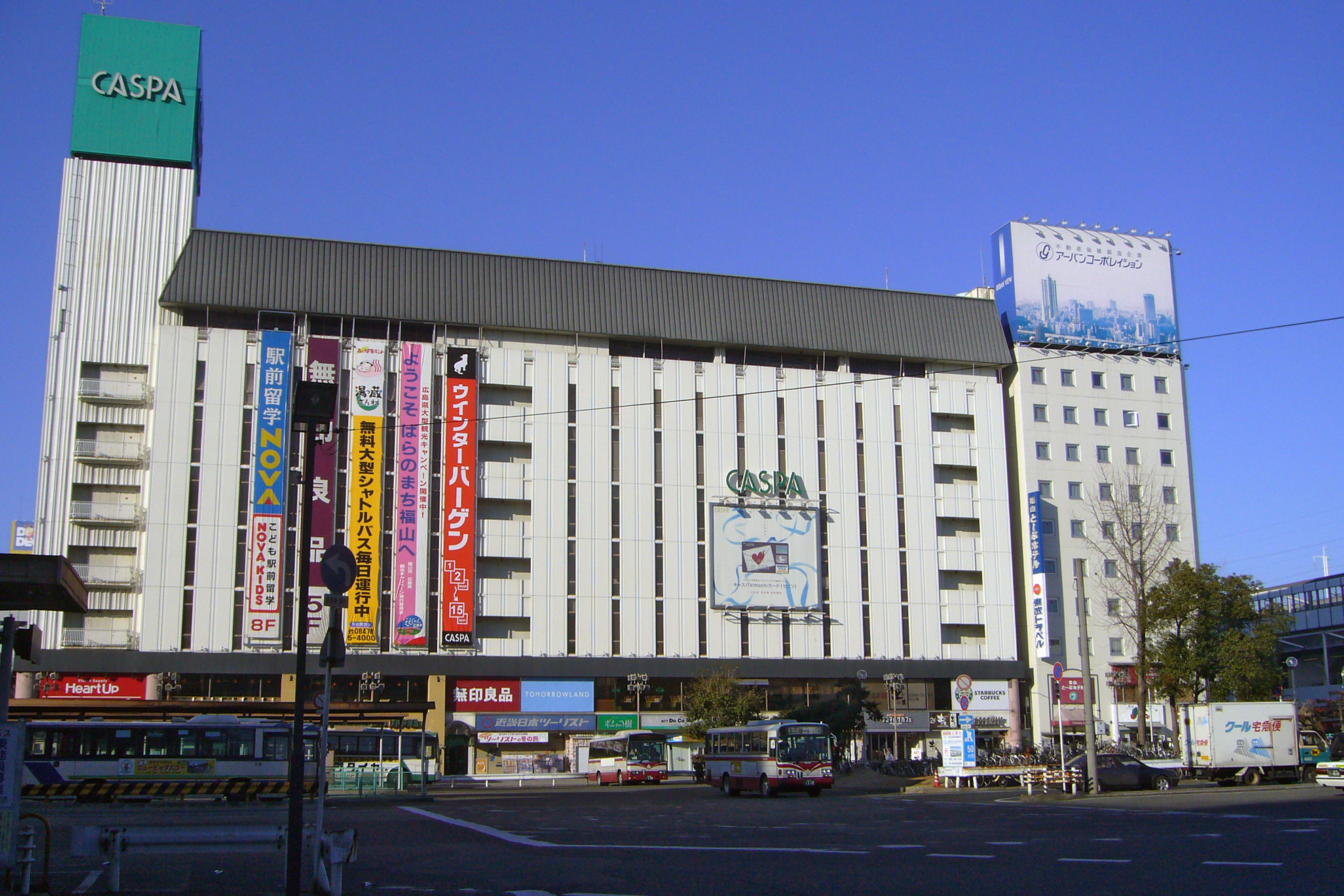
解体されたキャスパ

「伏見町そごう」をキーテナントとした再開発計画が破綻したのちも、伏見町を含めた駅前の再開発は福山市の懸念事項であり続けている。2004年5月、福山駅南口付近一帯が、都市再生特別措置法に基づく緊急整備地域に指定される。	
2005年には五洋建設、アーバンコーポレイション、JFE都市開発などの5社の共同事業として380億円を投じてマンションが中心の地上40階建て高層ビルと7階建ての商業ビルを建設する案をまとめ、2010年までに完成する予定とした。2005年9月26日に当時の羽田皓市長や福山商工会議所会頭ら100人が参加して協定書調印式が執り行われた。この計画は着工直前の段階にまで話が進んだが、アーバンコーポレイションが2009年1月に撤退を表明し直後に経営破綻してしまう。共同開発社だったJFE都市開発も直ちに事業から撤退し、またも再開発計画は空中分解する。
一方、福山市東桜町においては、1980年代から再開発の議論が忍耐強く続けられ、東桜町第1種市街地再開発事業により繊維ビルを中心とした老朽化した建物が一掃され、2011年に「アイネスフクヤマ」が建設される。この頃には、コンサルタントや五洋建設などと、地上15階建てのマンションや高齢者住宅、広場、駐車場棟、5階建てのスーパーや映画館が入る商業施設、ホテル棟などを備えた案が検討されていた。総工費は84億円に縮小され、2016年の完成を目指して検討が行われていたが、この案も採算性が疑問視され頓挫する。開業に漕ぎつけた「アイネスフクヤマ」も、予定した医療モールが充実せず、テナントも集客に悩み短期間で入れ替わるなど盛業とは言い難い様子で、福山駅前で賑わっているのは駅直結のサンステーションテラス福山だけであった。2012年には駅前の商業ビルキャスパも閉店し、結局更地化されホテルなどが建設される方針になるなど、福山駅前での新規商業ビルの建築自体に疑問符が付く状況となった。マンションとするにも供給過剰を懸念する声もあった。2014年度の駅前の流動客数は1997年度に比べ、平日は約5割、休日は約4割に低下した。2016年には、とうとう伏見町再開発準備組合が解散してしまう。伏見町再開発準備組合の活動は30年以上に及んだが、目的を達成することは出来なかった。
伏見町の坪単価はピークだった1991年には坪520万円だったものが、2017年には48.5万円と1/10以下に下落した。福山市では2016年に福山駅前再生推進室を設置し、2017年「福山駅前再生ビジョン」を作成して現状調査を行っているが、具体的な計画や対応策は提示されていない。市民からは、駅前の再整備という地方都市に重要な都市開発事業を民間任せにして、積極的な策を講じてこなかった福山市政に、厳しい意見が挙がっている。